# Дудникове (Полтавський район)
Ду́дникове —  село в Україні, у Полтавському районі Полтавської області. Населення становить 369 осіб. Орган місцевого самоврядування — Коломацька сільська рада.

## Населення

### Мова
Розподіл населення за рідною мовою за даними перепису 2001 року:
| Мова       | Кількість | Відсоток |
| ---------- | --------- | -------- |
| українська | 368       | 99.73%   |
| російська  | 1         | 0.27%    |
| Усього     | 369       | 100%     |

## Географія
Село Дудникове знаходиться на лівому березі річки Коломак, вище за течією примикає село Степанівка, нижче за течією на відстані 0,5 км розташоване село Коломацьке, на протилежному березі - села Божки і Опішняни. Річка в цьому місці звивиста, утворює лимани, стариці та заболочені озера. Поруч проходить автомобільна дорога М03 (Р11).

## Економіка
- Полтаванафтопродукт.

## Відомі люди
- Бабанський Пилип Дмитрович — український письменник, журналіст.
- Кулик Григорій Іванович — військовий і політичний діяч СРСР, Герой Радянського Союзу (1940). Маршал Радянського Союзу (1940).